# (1019) Strackea
(1019) Strackea – planetoida należąca do wewnętrznej części pasa głównego asteroid okrążająca Słońce w ciągu 2 lat i 235 dni w średniej odległości 1,91 au. Została odkryta 3 marca 1924 roku w Landessternwarte Heidelberg-Königstuhl w Heidelbergu przez Karla Reinmutha. Nazwa planetoidy pochodzi od Gustava Stracke (1887–1943), niemieckiego astronoma. Przed nadaniem nazwy planetoida nosiła oznaczenie tymczasowe (1019) 1924 QN.